# Liste des chaînes de télévision au Maroc
Pour un article plus général, voir Audiovisuel au Maroc.
Cet article présente la liste des chaînes de télévision au Maroc, disponibles actuellement.
Elles sont classées par catégorie :

## Chaînes nationales
Le secteur audiovisuel public marocain est composé de deux sociétés nationales que sont la Société Nationale de Radiodiffusion et de Télévision (SNRT) et la Société de Réalisations Audiovisuelles (SOREAD).
Le service télévisuel du pôle public compte aujourd'hui environ 10 chaînes de télévision. Ces sociétés restent également les principaux producteurs de contenus audiovisuels.

### Chaînes publiques
| Logo | Chaîne       | Lieu de diffusion              | Création          | HD  | Notes |
| ---- | ------------ | ------------------------------ | ----------------- | --- | --- |
|      | Al Aoula     | Rabat, Maroc Casablanca, Maroc | 3 mars 1962       | Oui | Première chaîne de télévision généraliste publique. |
|      | Al Maghribia | Rabat, Maroc                   | 18 novembre 2004  | Oui | Chaîne généraliste de promotion du Maroc à l'international, elle reprend les meilleurs programmes marocains d'Al Aoula et 2M.                              |
|      | Arryadia     |                                | 16 septembre 2006 | Oui | Chaîne à thématique sportive qui diffuse des événements sportifs nationaux ou internationaux.                                                              |
|      | Athaqafia    | Rabat, Maroc                   | 28 février 2006   | Oui | Chaîne à thématique éducative et culturelle. |
|      | Assadissa    | Rabat, Maroc                   | 3 novembre 2005   | Oui | Chaîne à thématique religieuse. |
|      | Tamazight TV |                                | 6 janvier 2010    | Oui | Chaîne généraliste de promotion de la culture berbère. |
|      | Aflam TV     |                                | 31 mai 2008       | Oui | Chaîne consacrée au cinéma national et international, elle diffuse des films, des séries, des pièces théâtrales et des programmes concernant le cinéma.    |
|      | Laâyoune TV  | Laâyoune, Maroc                | 6 novembre 2004   | Oui | Chaîne de télévision généraliste avec un décrochage de 3 heures de programme régional par jour (entre 21h-00h GMT) destiné aux régions du Sahara marocain. |

### Chaînes semi-publiques
| Logo | Chaîne | Lieu de diffusion | Propriétaire | Création    | HD  | Notes                                                                                    |
| ---- | ------ | ----------------- | ------------ | ----------- | --- | ---------------------------------------------------------------------------------------- |
|      | 2M     | Casablanca, Maroc | SOREAD       | 4 mars 1989 | Oui | Deuxième chaîne de télévision généraliste semi-publique et la plus populaire du Royaume. |

### Information en continu
| Logo | Chaîne                | Lieu de diffusion | Propriétaire         | Création          | HD  | Statut | Commentaire                                                  |
| ---- | --------------------- | ----------------- | -------------------- | ----------------- | --- | ------ | ------------------------------------------------------------ |
|      | Medi 1 TV             | Tanger, Maroc     | CDG Invest           | 1er décembre 2006 | Oui | Public | Chaîne généraliste publique dont le pivot est l'information. |
|      | Maroc Presse 24 (M24) | Rabat, Maroc      | Maghreb Arabe Presse |                   | Non | Public | Chaîne appartenant à l’agence de presse officielle du Maroc. |

## Chaînes privées
| Logo | Chaîne        | Lieu de diffusion | Propriétaire       | Création        | HD  | Commentaire |
| ---- | ------------- | ----------------- | ------------------ | --------------- | --- | --- |
|      | Télé Maroc    | Madrid, Espagne   | Rachid Niny        | 6 juin 2017     | Oui | Chaîne généraliste |
|      | Chada TV (ar) | Jordanie          | Rachid Hayak       |                 | Oui | Chaîne intéressée par la diffusion de contenus musicaux, artistiques et de divertissement. Il présente des vidéoclips et des chansons de Rotana. |
|      | Canal Atlas   |                   | Khalid El Quandili | 16 octobre 2013 | Non | Chaîne généraliste ciblant les marocains résidants à l'étranger, avec des émissions sur le Maroc et le monde.                                    |

## Chaînes étrangères
| Logo | Chaîne | Lieu de diffusion | Propriétaire | Création          | HD  | Statut | Commentaire |
| ---- | ------ | ----------------- | ------------ | ----------------- | --- | ------ | --- |
|      | MBC 5  | Casablanca, Maroc | MBC Group    | 21 septembre 2019 | Oui | Privé  | Chaîne affiliée au groupe saoudien MBC avec une programmation destinée aux pays du Maghreb : le Maroc principalement, mais aussi l’Algérie et la Tunisie. |